# 北坎貝爾二號鎮區 (密蘇里州格林縣)
北坎貝爾二號鎮區（英語：North Campbell No. 2 Township）是位於美國密蘇里州格林縣的一個行政鎮區。

## 地方資料
北坎貝爾二號鎮區的面積為9.42平方千米，皆為陸地。根據2020年美國人口普查的數據，當地共有人口2789人，而人口密度為每平方千米296.07人。